# Крахмальникова, Зоя Александровна
Зоя Александровна Крахмальникова (14 января 1929, Харьков, Украинская ССР, СССР — 17 апреля 2008) — советский и российский литературовед, публицист, правозащитник, участница диссидентского движения в СССР.

## Биография
Родилась 14 января 1929 года в Харькове. После развода родителей воспитывалась отчимом, а с 1936 году, после ареста отчима, — матерью Евгенией Марковной (Дмитриевной) Крахмальниковой (1908, Бахмут — 1980), которая работала директором московского кафе‑мороженого «Север» на Тверской улице.
В 1954 году окончила Литературный институт им. Горького, затем училась в аспирантуре Института мировой литературы АН СССР и работала в издательстве «Советский писатель», в журнале «Молодая гвардия», в «Литературной газете»; в 1960—1970-х публиковалась как критик в журналах «Новый мир», «Знамя», «Молодая гвардия» и в «Литературной газете», автор нескольких литературоведческих книг и нескольких десятков статей, переводчик. В 1967 году защитила диссертацию о творчестве эстонского писателя Ааду Хинта, работала научным сотрудником в Институте социологии АН СССР.

## Диссидент и писатель
В 1971 году обратилась в православие, с этого времени занимается религиозной деятельностью, пишет распространявшиеся в самиздате и «тамиздате» (в журналах «Грани» и «Вестник РХД») книги и статьи на темы религиозного возрождения в России. В 1974 году была уволена с работы, лишена возможности печататься в СССР.
В 1976 году по благословению иерархов Русской православной церкви заграницей стала выпускать историко-просветительский самиздатский машинописный сборник «Надежда (Христианское чтение)», в котором публиковала сочинения Отцов Церкви, пастырские послания и поучения православных подвижников, свидетельства новомучеников Русской православной церкви (РПЦ) (письма из ссылки священников и епископов), современные работы по православному богословию, пастырские беседы священника Дмитрия Дудко и собственные статьи о православной культуре. Со временем сборник стали переиздавать на Западе в издательстве «Посев» и распространять в СССР в типографском виде.
После составления десяти номеров 4 августа 1982 года Крахмальникова была арестована (в вину ей вменялось составление сборника «Надежда» и передача его на Запад, написание религиозных статей, написание или подписание писем в защиту отца Дмитрия Дудко и Татьяны Великановой, распространение книги Дудко «О нашем уповании») и 1 апреля 1983 года приговорена по ст. 70 ч. 1 Уголовного кодекса РСФСР к одному году заключения и пяти годам ссылки, которую отбывала в Горно-Алтайской АО, в посёлке Усть-Кан, а последний год — в посёлке Усть-Кокса. Ещё четыре выпуска «Надежды» вышли после ареста Крахмальниковой анонимно. В заключении Зоя Крахмальникова принесла обет тайного монашества, приняв монашеское имя Екатерина. Освобождена в июне 1987 года в рамках горбачёвской кампании по освобождению политзаключённых.
Автор цикла работ «Горькие плоды сладкого плена» (1988—1990, о взаимоотношениях РПЦ и советского государства), книги «Слушай, тюрьма!», куда вошли «Лефортовские записки» и «Письма из ссылки» (1995), составитель и один из авторов сборника «Русская идея и евреи. Роковой спор. Христианство, антисемитизм, национализм» (1994). Осмысление духовных и исторических путей православия завершилось книгой «Русская идея матери Марии» (1997), посвящённой наследию русской эмигрантки Марии (Скобцовой), арестованной немцами за помощь евреям и погибшей в концлагере. В этой книге Зоя Крахмальникова пишет:

В XX веке в России истинное христианство обрело свой смысл и опыт; во время большевистских гонений на веру та часть Русской Православной Церкви, которая отказывается поклоняться богоборческой власти, называет себя «Истинно-Православной Церковью» (ИПЦ). Православие оказывается разделенным на подлинное, оставшееся верным Христу, и ложное, покорившееся богоборческой власти и, значит, утратившее огонь. В одной из статей матери Марии есть такое признание: «Теперь мне ясно, что христианство или огонь или его нет»— Из книги «Русская идея матери Марии»
Одно время[уточнить] духовником Зои Крахмальниковой был священник РПЦ Дмитрий Дудко, но она отказалась от общения с ним, когда Дмитрий Дудко не поддержал её во время ареста, а также выступил с заявлением в поддержку советской власти. Затем недолгое время[уточнить] её духовником был известный своими праворадикальными взглядами архимандрит Пётр (Кучер), позднее настоятель храмов и духовник Боголюбского женского монастыря.
Духовный поиск привёл её в лоно Зарубежной православной церкви, а в конце 1990-х годов Зоя Крахмальникова стала прихожанкой московской общины синкретической религиозной организации, именующей себя: Православная церковь Божией Матери Державная (более известной как «Богородичный центр»), активно участвовала в её жизни и выступала в её поддержку вплоть до своей болезни и кончины. В лоне Истинного Православия исследовала вопросы канонизации святых, отвергнутых официальной РПЦ, в частности, Григория Отрепьева, Григория Распутина, Василия Власатого, Павла Коломенского, и некоторых других, периодически выступая с докладами на собраниях верных чад.
Умерла в 2008 году. Похоронена вместе с матерью на Хованском кладбище.

## Семья
- Муж — Феликс Григорьевич Светов (настоящая фамилия Фридлянд), писатель, диссидент.
  - Дочь — Зоя Феликсовна Светова, журналистка, правозащитница.
    - Внуки — Филипп, Тимофей, Тихон, Анна

  - Сын — Сергей.
- Тётя — Лидия Марковна Крахмальникова (1905—1979), заведующая сельским отделом охраны материнства и детства, пострадала после расстрела мужа — начальника санитарно-эпидемиологического отдела Наркомздрава Украинской ССР А. А. Ефимова, проходившего по делу о диверсионной деятельности среди бактериологов[12]. Её дочь, Галина Александровна Крахмальникова (1926—2005), физик[13], была замужем за актёром Глебом Селяниным, оставила воспоминания о семье Крахмальниковых.

## Прочие сведения
В 1966 году поэт Булат Окуджава посвятил Зое Крахмальниковой песню «Прощание с новогодней ёлкой».